# Huydecopersbos
Het Huydecopersbos is een natuurgebied van het Goois Natuurreservaat bij Hilversum. Het gebied wordt half omringd door een lus van de snelweg A27 bij de afslag Hilversum. Het vormt een groene buffer in de verbindingszone tussen landgoed Monnikenberg en de Laapersheide.
De kleine bosgebieden liggen aan de Huydecopersweg. De weg verbond het zomerverblijf Goudestein van de familie Huydecoper aan de Utrechtse Vecht met het winterverblijf, kasteel Groeneveld. Door het ontbreken van paden zijn de bosjes nauwelijks toegankelijk.